# Escrita cingalesa
A escrita cingalesa (em cingalês:  සිංහල අක්ෂර මාලාව), também conhecida como alfabeto cingalês, é um sistema de escrita usado pelos cingaleses no Sri Lanka e em outros lugares para escrever a língua cingalesa, bem como as línguas litúrgicass, Páli e Sânscrito. O cingalês Akṣara Mālāva, uma das [scritas brahmicas, é descendente da antiga escrita brahmi da Índia. Também está relacionado com a antiga escrita da língua canaresa(ver escrita kadamba).
A escrita cingalesa é um abugida escrito da esquerda para a direita. As letras cingalesas são ordenadas em dois conjuntos. O conjunto central de letras forma o alfabet śuddha siṃhala  (Cingalês puro, ශුද්ධ සිංහල), que é um subconjunto do alfabeto miśra siṃhala (Cingalês misto, මිශ්ර සිංහල).

Amostra